# Preussia octonalis
Preussia octonalis är en svampart som tillhör divisionen sporsäcksvampar, och som först beskrevs av S.Iktikhar Ahmed och Roy Franklin Cain, och fick sitt nu gällande namn av Soláns. Preussia octonalis ingår i släktet Preussia, och familjen Sporormiaceae. Arten är reproducerande i Sverige.